# Turn It Up (álbum)
Turn It Up é o álbum de estreia da cantora inglesa Pixie Lott. A jovem artista foi apresentada a compositores compatriotas e estrangeiros aos quatorze anos de idade com planos de lançar sua carreira musical. Ao mesmo tempo, estava encontrando seu lugar em uma gravadora, até que foi contratada pela Mercury em 2008 e começou a colaborar com novos músicos no seu então futuro disco. O resultado foi a seleção de doze composições feitas por Lott durante sua adolescência, com seu lançamento ocorrendo em 11 de setembro de 2009. O material deriva dos gêneros pop, soul e R&B, com sons de retrô em um projeto musical contemporâneo que inclui baladas e números dançantes. Suas letras são de temas como relacionamentos amorosos inspiradas em situações emotivas.
Turn It Up recebeu em sua maioria resenhas mistas. Críticos avaliaram o produto como divertido e de boa qualidade e elogiaram a execução vocal de Lott, notando sua posição entre uma sonoridade mais clássica em um contexto atual, da mesma forma que a falta de originalidade do conjunto foi desfavorecida. A faixa "Cry Me Out" foi aclamada pela sua musicalidade e conteúdo lírico considerado profundo. O trabalho estreou na tabela britânica de álbuns mais vendidos, a UK Albums Chart, na sexta colocação e recebeu a certificação de platina dupla pela British Phonographic Industry (BPI). Em outros países europeus, asiáticos e oceânicos, veio a ter um desempenho médio nas suas respectivas listas. Até 2011, vendeu cerca de um milhão de cópias mundialmente.
Suas duas principais canções lançadas como singles, "Mama Do (Uh Oh, Uh Oh)" e "Boys and Girls", atingiram o topo da UK Singles Chart, com a primeira sendo indicada aos Brit Awards de 2010 na categoria British Single. Outras músicas de promoção foram "Cry Me Out", "Gravity" e a faixa-título, as quais entraram em classificações da nação de origem de Lott e da Europa. A divulgação do Turn It Up foi feita através de apresentações da artista e na sua turnê de debute, a esgotada Crazy Cats Tour, que percorreu dezenove cidades britânicas para um público total de 40 mil pessoas durante o último bimestre de 2010, após o álbum ter sido reeditado sob o título Turn It Up Louder.

## Antecedentes
Em 2005, a estudante de quatorze anos inglesa Victoria Lott viu um anúncio no jornal local The Stage, o qual indicava audições musicais. Para ingressar, ela mentiu sobre sua idade — a mínima era de dezesseis anos — e interpretou uma canção de Mariah Carey, impressionando o empresário David Sonenberg. Ele acabou por apresentá-la a compositores do Reino Unido e dos Estados Unidos. Logo, a cantora passou a compor músicas com os profissionais em ambos países e planos de um disco começaram.
Em 2006, L.A. Reid, produtor executivo estado-unidense da gravadora Island Def Jam, voou até Londres para ouvir a jovem cantar e consequentemente contratou-a para sua companhia; novas sessões de composição e gravação com diferentes músicos iniciaram-se. Entretanto, sem mais a orientação de Sonenberg, a postagem de faixas de Lott na rede social MySpace rendeu um interesse maior da indústria fonográfica na artista, com disputas de agentes fazendo-a sair da sua então editora. O resultado foi sua entrada em 2008 na Mercury, da sua nação, e na Interscope, dos Estados Unidos, e ela continuou a elaborar seu álbum de estreia, adotando o apelido de infância "Pixie" como parte do seu nome artístico.

## Desenvolvimento
A gravação do álbum ocorreu em diferentes locais. Durante seu período de elaboração, Lott viajou para diferentes países e cidades para compor com os produtores do Turn It Up, cujos estúdios musicais onde suas canções foram trabalhadas são sediados nos Estados Unidos (Atlanta, Los Angeles e Nova Iorque), na Dinamarca e na capital londrina da terra natal da cantora. "Hold Me in Your Arms" foi uma das primeiras canções escritas pela artista, que acabou por ser incluída no disco. "Mama Do (Uh Oh, Uh Oh)" foi composta por Phil Thornalley e Mads Hauge após um encontro dos dois com a intérprete, cuja informação de que ela gosta de sair para divertir-se inspirou o tema da obra.
A música do trabalho foi descrita por Paul Lester, do The Guardian, como "sofisticada e de alta tecnologia". Em "Boys and Girls", Joe Kentish, A&R do projeto, notou que uma produção mais direcionada às pistas de dança e rádios deveria ser feita, portanto ele contatou o produtor Fraser T. Smith para realizar esta tarefa. O profissional recebeu as partes da música, mas pensou que elas eram retrô demais, e assim, elaborou uma instrumentação mais contemporânea e que chamasse atenção: adicionou uma execução de bateria mais forte para que acompanhasse a voz da intérprete.

## Música
"Muitas das canções são bastante divertidas, alegres e dançantes, do contrário mais emocionais e sobre mágoas amorosas, então esta é uma boa combinação."

— Lott sobre a música e os temas das canções do seu álbum de estreia.
Turn It Up é um álbum que deriva dos gêneros musicais pop, soul e R&B e suas faixas consistem de baladas até números mais animados. De acordo com a artista, o álbum possui sons de retrô, mas mesmo assim permancece contemporâneo. A princípio, sua música era toda voltada para a dos anos de 1970 e inspirada na da cantora Carole King, mas ao longo que Lott começou a trabalhar com produtores dos Estados Unidos, o resultado foi composições de R&B deste país com o soul do Reino Unido. A inglesa relatou que no processo de composição do disco, como no de "Cry Me Out", ela viria a "escrever sobre situações emotivas" por gostar de "colocar-se no lugar do personagem".
A música inicial "Mama Do (Uh Oh, Uh Oh)" é uma canção de soul com elementos de pop, cujo tema é um conto adolescente sobre sair de casa sem a permissão de responsáveis para encontrar uma pessoa específica. "Cry Me Out" é uma balada romântica na qual Lott canta para um ex-namorado que havia traido-a e possui uma musicalidade de Natal. "Band Aid" é um número acústico de R&B em que a artista canta na notação de bemol, ao passo que a faixa-título ao Turn It Up segue no mesmo gênero, mas contém uma produção mais animada pela utilização de sintetizadores e sua letra é sobre o término de um relacionamento que não estava dando certo, como exemplificado pelo verso "Sei que não podes ficar, então não ficarei esperando e antecipando pelo final triste". A quinta composição, "Boys and Girls", é direcionada as festas por ter um compasso inacentuado em uma mistura de pop e dance music que incorpora o funk, constituindo de linhas como "Uma boa batida nunca mata ninguém". Na obra de andamento mediano "Gravity", a intérprete usa o processador de áudio Auto-Tune e canta a respeito de uma mulher que luta para abandonar seu amante, embora acabe voltando a ele através da metáfora da força da gravidade. Outras baladas incluem a de R&B "My Love" e "Nothing Compares", quando a décima obra, "Hold Me In Your Arms", segue em um ritmo dançante. "The Way the World Works" contém partes de funk e o estilo de lançamentos da gravadora Motown em uma série de instrumentos de cordas utilizados em sua elaboração. A última composição, "Hold Me In Your Arms", é uma balada com uma sonoridade de retrô.

## Recepção crítica
| Críticas profissionais | Críticas profissionais |
| Avaliações da crítica  | Avaliações da crítica  |
| Fonte                  | Avaliação              |
| ---------------------- | ---------------------- |
| Allmusic               | [ 26 ]                 |
| Daily Express          | (2/5)                  |
| The Daily Telegraph    | [ 31 ]                 |
| Digital Spy            | [ 17 ]                 |

O portal Metacritic, a partir de oito resenhas recolhidas, deu 51 pontos ao Turn It Up em uma escala que vai até cem, indicando "análises mistas ou medianas".
Stephen Thomas Erlewine, redator do Allmusic, comentou que as canções do álbum estão entre o clássico e o contemporâneo. Notou que embora tenha uma inclinação para a sonoridade de grupos femininos e a preferência de Lott para cantar em voz alta, não tem a mesma música retrô das cantoras Duffy e Amy Winehouse — a obra foi referenciada como uma versão mais leve do disco da última Back to Black. O profissional terminou a crítica, afirmando: "(...) ela [Lott] sabe vender uma música e injetá-la com o entusiasmo para a idade apropriada que aguenta-a através dos momentos nos quais Turn It Up escorrega na sua própria superfície, ao passo que também torna o álbum — no seu melhor — incrivelmente contagioso." Lester, também da rede BBC, relatou que certas canções como "Nothing Compares" e "Hold Me in Your Arms" faltam originalidade e elogiou os dois primeiros singles "Mama Do (Uh Oh, Uh Oh)" e "Boys and Girls", citando a balada "Cry Me Out" como um destaque por ser "espirituosa e sábia. Uma grande lição em como pôr linguagem contemporânea em função de uma melodia sublime". Logo, chamou o trabalho de "um debute com classe, senão clássico da recém-chegada da pop (...)". Robert Spellman, do jornal Daily Express, foi mais crítico: observou que o produto desaponta a partir da expectativa do primeiro single e que somente as faixas "Cry Me Out" e outras de R&B servem algum tipo de profundidade que era esperada. Eduardo Guimarães, da página brasileira Território da Música, desfavoreceu Turn It Up por ser descartável devido a uma possível pressão de sucesso sofrida pela cantora. Porém, Sarah-Louise James, do Daily Star, foi bastante positiva ao reparar a diversidade musical contida no álbum e as faixas selecionadas "Turn It Up" e "Here We Go Again" por serem "dançantes" e "Cry Me Out" e "Nothing Compares" por serem "arrebatadoras". Ela completou o artigo ao descrever Turn It Up como "(...) um produto ainda não polido, mas [que] promete diversas coisas mágicas por vir".
Helen Brown, do The Daily Telegraph, referiu-se ao disco como "divertido e arrojado", mas que não tem característica própria. Cathy Rose A. Garcia, do The Korea Times, apreciou a interpretação vocal da cantora e a musicalidade alegre contida no trabalho, pondo ênfase nas baladas "Cry Me Out", "My Love" e "Nothing Compares", equanto o tabloide alemão Bild assinalou sua familiaridade para adolescentes pela sua música pop. Imogen Carter, do The Observer, comparou-o a uma trilha sonora da Disney por ser "entupido de clichês, principalmente os números mais lentos". Embora, graciou os vocais de Lott e o fato de compor suas próprias músicas, das quais algumas têm os seus versos começados com a palavra "baby" repetidamente. O editor do Digital Spy Nick Levine atentou à sua contemporaridade sem deixar de ter um andamento mediano, enfatizando as composições "Gravity", "Turn It Up" e "Here We Go Again", assim como o fato de todas serem produzidas com uma qualidade excessiva e formar um conjunto nunca fraco. Finalizou a publicação, justificando: "Mesmo assim, a pequena falta de individualidade é o preço pago por uma estreia tão sólida, com classe e deleitosa quanto esta. E aos dezoito anos, Pixie tem muito tempo para redefinir seu próprio estilo."

## Desempenho comercial
Turn It Up fez a sua estreia nas tabelas de sucesso pela Irish Albums Chart em território irlandês ao atingir o número dezoito na edição de 17 de setembro de 2009. Quatro dias após na Nova Zelândia, ficou na trigésima colocação da lista publicada pela Recording Industry Association of New Zealand. No Reino Unido, alcançou o sexto lugar da UK Albums Chart, na qual permanceceu por 81 semanas consecutivas, e foi certificado como disco de platina dupla pela British Phonographic Industry. Na Schweizer Hitparade, compilação suíça, atingiu a 49.ª posição, ao passo que em outubro seguinte desempenhou-se na décima sexta da dinamarquense Hitlisten. Na classificação escocesa divulgada pela Official Charts Company e na da empresa francesa Syndicat National de l'Edition Phonographique, situou-se nos décimo sexto e sexagésimo postos enquanto nas das regiões belgas Valônia e Flandres permaneceu nos septuagésimo e 99.° empregos da Ultratop, respectivamente.
O álbum esteve na oitava ocupação da ARIA Hitseekers, que edita os trabalhos de artistas novos na Austrália. Obteve devidamente os 73.°, 81.° e 92.° espaços dos periódicos da versão austríaca da Federação Internacional da Indústria Fonográfica, da empresa alemã Media Control Charts e da neerlandesa MegaCharts. Na tabela continental European Top 100 Albums, atingiu o número 24. Seu desempenho expandiu-se ao continente asiático ao entrar na Gaon Music Chart, lista da Coreia do Sul, tendo pico de número 29. Em 2009, foi o quinquagésimo terceiro disco britânico mais bem-sucedido e no ano seguinte, o décimo oitavo mais vendido no país. Em 2010, ocorreu de ocupar o valor de cinquenta na listagem dos trabalhos mais exitosos do continente europeu. A partir de dados de 2011, vendeu cerca de um milhão de cópias mundialmente.

## Singles
A primeira canção do Turn It Up lançada como single foi "Mama Do (Uh Oh, Uh Oh)" em 4 de junho de 2009. Atingiu o topo da UK Singles Chart, compilação musical britânica publicada pela The Official Charts Company, com 58.840 cópias vendidas em sua semana de estreia. Além do sucesso no país de origem da cantora, ficou entre as quarenta primeiras posições em dezessete nações, incluindo Portugal, onde manteve-se na décima terceira da listagem de vendas digitais através de telefones celulares da Associação Fonográfica Portuguesa. O vídeo acompanhante foi dirigido por Trudy Bellinger e retrata a cantora seguindo a letra da composição ao fugir de um ambiente doméstico para encontrar-se com outras pessoas e então uma coreografia de palmas com outros vinte dançarinos é executada. Nos Brit Awards de 2010, a composição foi indicada à categoria British Single, mas perdeu para "Beat Again", do grupo JLS. Em setembro, "Boys and Girls" foi sua segunda faixa distribuída. Teve desempenho igual ao de sua antecessora com o maior salto na história da lista ao ir do número 73 até o primeiro, fato que mais tarde seria publicado na edição de 2011 do livro Guinness World Records. Fora do Reino Unido, foi o maior êxito da artista na Irlanda pela Irish Singles Chart ao ficar no quarto posto. Uma gravação audiovisual correspondente à "Boys and Girls" foi orientada por Diane Martel em um cenário de festa.
A balada "Cry Me Out" foi o terceiro single e ficou na décima segunda situação da UK Singles Chart, ao passo que obteve o quarto lugar da compilação dinamarquesa Hitlisten, maior desempenho de Lott local. Na Coreia do Sul, atingiu o número treze da Gaon Music Chart. O trabalho veio a ter um vídeo com locações em Cuba e filmagem pelo diretor Jake Nava e recebeu a autenticação de prata pela BPI em fevereiro de 2010. As duas últimas músicas de promoção ao disco, "Gravity" e a faixa-título, conquistaram as vigésima e décima primeira colocações na UK Singles Chart, respectivamente, e ambas tiveram vídeos coordenados por Nick Frew. Todos os cinco singles do álbum conseguiram entrar na classificação continental European Hot 100.

## Divulgação

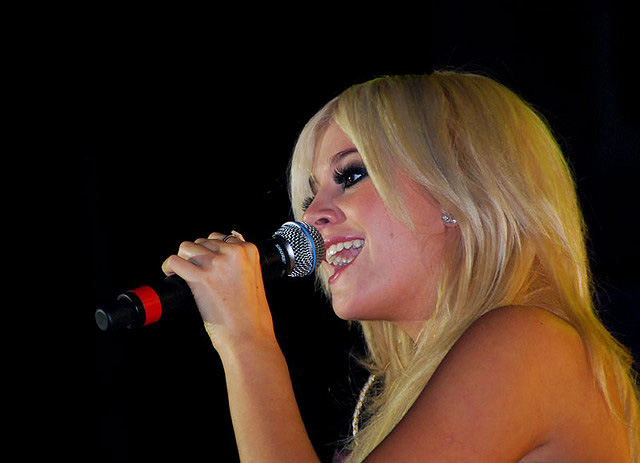
Lott apresentando-se em Roma em 2009.

Em função de promover Turn It Up antes e após seu lançamento, Lott fez apresentações ao vivo de suas canções pelo Reino Unido. Ela interpretou-as nos programas televisivos Britain's Got Talent, Blue Peter e em sessões do canal GMTV. Uma divulgação para públicos de todas as idades também ocorreu: uma turnê em escolas para crianças foi estabelecida, diários de vídeo através da rede Bebo para adolescentes transmitidos e aparições consecutivas na BBC Radio 2 aos adultos completaram a meta da relação da cantora com a audiência. Nos Brit Awards de 2010, Lott cantou "Mama Do (Uh Oh, Uh Oh)" na festa de lançamento do evento. Em 20 de julho daquele ano, a intérprete participou do iTunes Festival de Londres. Oito dias após, um extended play (EP) digital intitulado iTunes Festival: London 2010 foi distribuído pela loja da empresa promotora contendo faixas do Turn It Up ao vivo do local. Em 13 de novembro seguinte, a rede de televisão Independent Television transmitiu um concerto gravado em um palco para o especial One Night Stand with Pixie Lott, no qual a artista executou faixas do álbum e do seu relançamento.
Eventos de promoção internacionais haviam acontecido em 2009, quando Lott viajou aos continentes asiático, oceânico e europeu. No mesmo mês, apareceu na Austrália através do programa Dancing with the Stars, onde fez uma interpretação de "Mama Do (Uh Oh, Uh Oh)", e novamente em outubro, quando compareceu à edição italiana do concurso de calouros The X Factor. Mais tarde, em novembro, cantou "Boys and Girls" nos Países Baixos, em sua versão da competição de dança So You Think You Can Dance. Na MTV, ela apresentou músicas do disco para o registro MTV Push, que é transmitido para filiais do canal em outras nações do globo.
Outro método de propaganda foi a inclusão de composições do Turn It Up em mídias diversas, com "Mama Do (Uh Oh, Uh Oh)" sendo regravada por Lott para o jogo eletrônico The Sims 3 (2009) no idioma fictício da série The Sims, o simlish, "Broken Arrow" e "Boys and Girls" como parte da trilha sonora do filme Beastly (2011) e "The Way the World Works" executada no episódio "Slip Slidin' Away" da série televisiva estado-unidense Private Practice.

### Crazy Cats Tour
Para promover o disco, Lott embarcou na Crazy Cats Tour, sua primeira turnê como artista principal. Os concertos ocorreram em dezenove datas pelo Reino Unido para um público de cerca de 40 mil pessoas e tiveram seus ingressos esgotados. Com início em 23 de novembro de 2010 em Carlisle, consistiam da cantora e a sua banda executando as canções do Turn It Up e seu relançamento, além de reinterpretações diversas. O tema dos espetáculo foi inspirado em felinos e representado em vestes de gatos. O evento recebeu em sua maioria análises positivas, com críticos favorecendo a capacidade vocal de Lott, a postura da intérprete para uma iniciante e o espetáculo como um todo.

## Lista de faixas
| N.º            | Título                    | Compositor(es)                                     | Produtor(es)     | Duração |  |
| 1.             | "Mama Do (Uh Oh, Uh Oh)"  | Mads Hauge Phil Thornalley                         | Hauge Thornalley | 3:17    |  |
| 2.             | "Cry Me Out"              | Colin Campsie Hauge Pixie Lott Thornalley          | Hauge Thornalley | 4:05    |  |
| 3.             | "Band Aid"                | Toby Gad Lott                                      | Gad              | 3:30    |  |
| 4.             | "Turn It Up"              | Ruth Anne Cunningham Mich Hansen Jonas Jeberg Lott | Cutfather Jeberg | 3:16    |  |
| 5.             | "Boys and Girls"          | Hauge Lott Thornalley                              | Hauge Thornalley | 3:03    |  |
| 6.             | "Gravity"                 | Hansen Jeberg Lucas Secon Ina Wroldsen             | Cutfather Jeberg | 3:36    |  |
| 7.             | "My Love"                 | Cunnigham Hansen Jeberg Lott                       | Cutfather Jeberg | 3:19    |  |
| 8.             | "Jack"                    | Lott Marion Raven Peter Zizzo                      | Zizzo            | 3:13    |  |
| 9.             | "Nothing Compares"        | Kaci Brown Gad Lott                                | Gad              | 3:34    |  |
| 10.            | "Here We Go Again"        | Andy Frampton Steve Kipner Lott RedOne             | RedOne           | 3:06    |  |
| 11.            | "The Way the World Works" | Lott Zizzo                                         | Zizzo            | 3:12    |  |
| 12.            | "Hold Me in Your Arms"    | Ryan Laubscher Lott                                | Laubscher        | 3:30    |  |
| Duração total: | Duração total:            | Duração total:                                     | Duração total:   | 40:41   |  |

| Edição deluxe da iTunes Store |                   |                                                                         |                     |         |  |
| N.º                           | Título            | Compositor(es)                                                          | Produtor(es)        | Duração |  |
| 13.                           | "Use Somebody"    | Caleb Followill Jared Followill Matthew Followill Nathan Followill      | Mark Bishop Al Shux | 3:08    |  |
| 14.                           | "When Love Takes" | David Guetta Miriam Nervo Olivia Nervo Frédéric Riesterer Kelly Rowland | Hauge Thornalley    | 3:20    |  |
| 15.                           | "Without You"     | Kara DioGuardi Lott Harvey Mason, Jr. Steve Russell                     | Harvey Mason        | 3:50    |  |
| 16.                           | "Rolling Stone"   | Bilal "The Chef" Hajji Kinnda "Kee" Hamid Lott RedOne                   | RedOne              | 3:40    |  |
| 17.                           | "Want You"        | Johannes Joergensen Daniel "Obi" Klein Lott Tim McEwan                  | Deekay              | 3:58    |  |
| 18.                           | "Silent Night"    | Joseph Mohr John F. Young                                               | Hauge Thornalley    | 3:11    |  |

Conteúdo extra
Ao obter a edição física (CD) do álbum, é possível acessar o conteúdo extra do portal Push Entertainment ao inseri-la no acionador de disco de CD ou DVD de um computador, que inclui os vídeos de "Mama Do (Uh Oh, Uh Oh)" e "Boys and Girls" para serem visualizados e ou baixados.

## Créditos de elaboração
Lott é a intérprete principal de Turn It Up. Ela fez vocais auxiliares e co-compôs dez das doze canções do álbum. Trabalhou com diversos profissionais na produção do disco nas áreas técnica, artística e publicitária.
Joe Kentish contribuiu no papel de A&R, enquanto David Sonenberg e William Derella encarregaram-se na parte da administração. Sandrine Dulermo e Michael Labica foram os fotógrafos do encarte, cuja arte foi produzida por Paul West com assistência por Joe Wassell-Smith. Os compositores que colaboraram com Lott foram Mads Hauge, Phil Thornalley, Colin Campsie, Toby Gad, Jonas Jeberg, Mich Hansen, Ruth Anne Cunningham, Peter Zizzo, Marion Raven, Kaci Brown, RedOne, Steve Kipner, Andy Frampton e Ryan Laubscher; Hauge e Thornalley compuseram "Mama Do (Uh Oh, Uh Oh)" e Ina Wroldsen, Jeberg, Hansen e Lucas Secon escreveram "Gravity". Vozes adicionais foram providenciadas por Hauge, Wroldsen, Zizzo, Raven e Brown. Produtores musicais incluem Hauge, Thornalley, Gad, Jeberg, Cutfather, Zizzo, RedOne e Laubscher. Produção adicional ficou por responsabilidade de Greg Kurstin e Fraser T. Smith. O trabalho de enganharia foi incumbido por Hauge, Beatriz Artola, RedOne e Johnny Severin com a ajuda de Chris Sansom e Marc Burkhart. Tom Coyne e Geoff Pesche fizeram a masterização e Phil Tan, Jeremy Wheatley, Mads Nilsson e Robert Orton realizaram a mixagem, que foi cooperada por Carlos Oyanedel, Smith e Louis Odunoye. Outras partes de processo foram as de arranjos, instrumentação e programação, todas elaboradas por Rich Adam, Hauge, Gad, Jeberg, Zizzo, Brown e RedOne.
Diversos músicos executaram, conduziram, gravaram e ou programaram respectivos instrumentos nas faixas do projeto: de cordas como violino, viola, violino, violão, violoncelo, baixo e guitarra elétrica por Hauge, Thornalley, Gad, Graham Linehy, Salle Herbert, Everton Nelson, Richard George, Emlyn Singleton, Julia Singleton, Jackie Norrie, Rick Koster, Calina de la Me, Bruce White, Claire Orsler, Clare Finninmore, Ian Burdge, Chris Worsey, Jon Green, Mo Hausler, Daniel Davidsen, Warren Zielinski, Brian Wright,
Natalia Bonner, Nick Barr, Sophie Harris e Johnny Severin; de percussão como bateria e glockenspiel por Hauge, Thornalley, Hansen e Jens Gad; de teclados como piano e sintetizador por Hauge, Thornalley, Green, Anders Kallmark, David Tench e Miklos Malek; e de sopro como trompete, fliscorne e saxofone (tenor e barítono) por John Thirkell e Phil Smith.

## Histórico de lançamento
Turn It Up foi lançado em 11 de setembro de 2009 na Europa através de download digital; no Reino Unido pela gravadora Mercury e em outras nações pela companhia musical de âmbito mundial Universal. Na mesma data, foi distribuído em formato físico também nos Países Baixos e somente por este aspecto na Polônia. Três dias após, a edição em CD ficou disponível no Brasil, na Dinamarca e na pátria de Lott, e durante os meses seguintes em nações diversas dos continentes americano, europeu, africano, asiático e oceânico.
| País          | Data                   | Formato              | Gravadora |
| ------------- | ---------------------- | -------------------- | --------- |
| Alemanha      | 11 de setembro de 2009 | Download digital     | Universal |
| Austrália     | 11 de setembro de 2009 | Download digital     | Universal |
| Bélgica       | 11 de setembro de 2009 | Download digital     | Universal |
| Dinamarca     | 11 de setembro de 2009 | Download digital     | Universal |
| Espanha       | 11 de setembro de 2009 | Download digital     | Universal |
| Finlândia     | 11 de setembro de 2009 | Download digital     | Universal |
| França        | 11 de setembro de 2009 | Download digital     | Universal |
| Irlanda       | 11 de setembro de 2009 | Download digital     | Universal |
| Itália        | 11 de setembro de 2009 | Download digital     | Universal |
| Noruega       | 11 de setembro de 2009 | Download digital     | Universal |
| Nova Zelândia | 11 de setembro de 2009 | Download digital     | Universal |
| Países Baixos | 11 de setembro de 2009 | CD, download digital | Universal |
| Portugal      | 11 de setembro de 2009 | Download digital     | Universal |
| Polônia       | 11 de setembro de 2009 | CD                   | Universal |

| País          | Data                    | Formato          | Gravadora |
| ------------- | ----------------------- | ---------------- | --------- |
| Reino Unido   | 11 de setembro de 2009  | Download digital | Mercury   |
| Suíça         | 11 de setembro de 2009  | Download digital | Universal |
| Áustria       | 11 de setembro de 2009  | Download digital | Universal |
| Brasil        | 14 de setembro de 2009  | Download digital | Universal |
| Dinamarca     | 14 de setembro de 2009  | CD               | Universal |
| Reino Unido   | 14 de setembro de 2009  | CD               | Mercury   |
| África do Sul | 15 de setembro de 2009  | CD               | Universal |
| Espanha       | 16 de setembro de 2009  | CD               | Universal |
| Brasil        | 23 de setembro de 2009  | CD               | Universal |
| Taiwan        | 29 de setembro de 2009  | CD               | Universal |
| Austrália     | 2 de outubro de 2009    | CD               | Universal |
| Alemanha      | 30 de outubro de 2009   | CD               | Universal |
| Argentina     | 4 de dezembro de 2009   | CD               | Universal |
| China         | 20 de fevereiro de 2010 | CD               | Universal |